# Hygropoda procera
Hygropoda procera là một loài nhện trong họ Pisauridae.
Loài này thuộc chi Hygropoda. Hygropoda procera được Tord Tamerlan Teodor Thorell miêu tả năm 1895.